# Keizersbolwerk (Vlissingen)

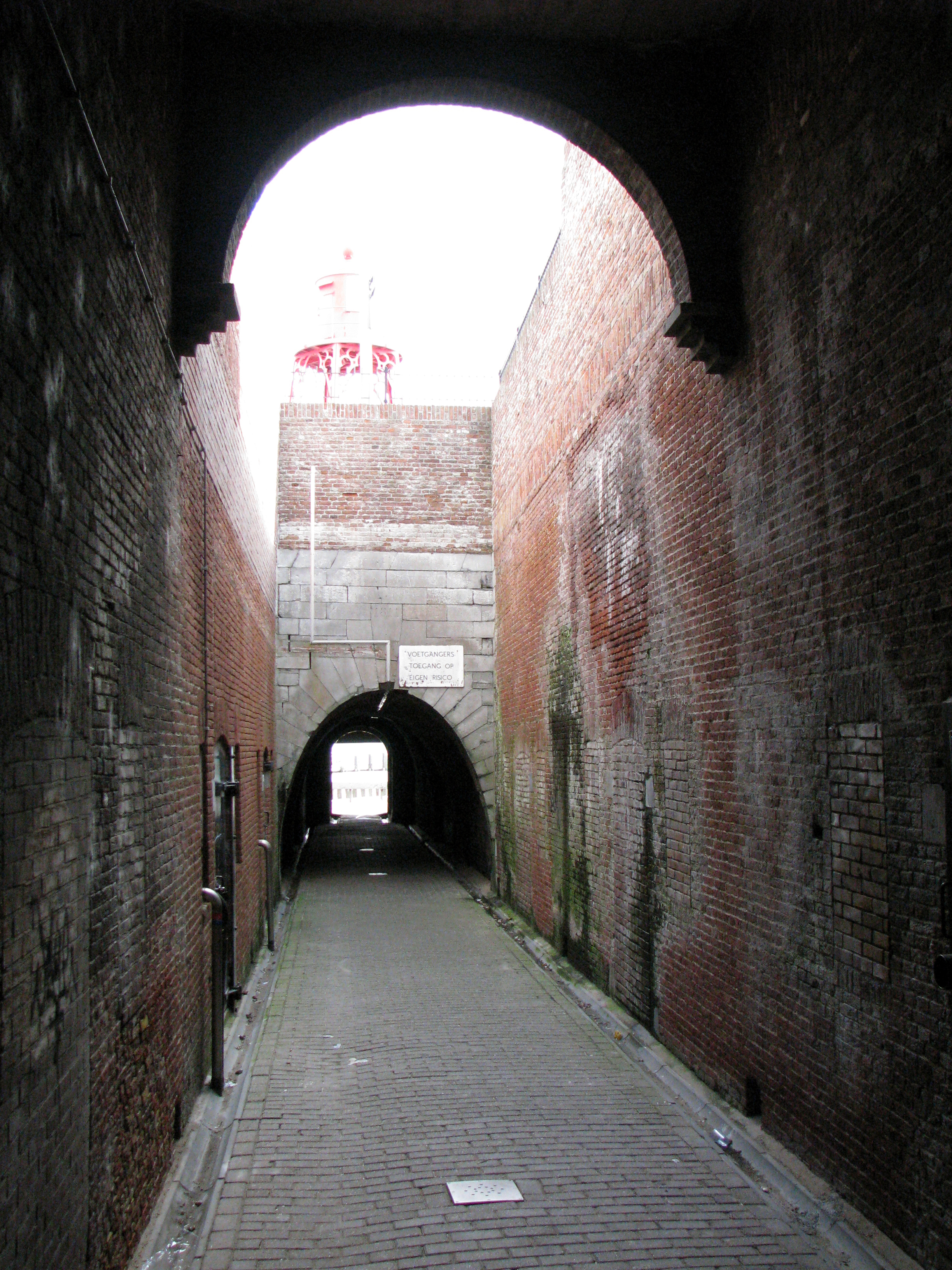
De gang door het Keizersbolwerk gezien vanaf de landzijde.

Het Keizersbolwerk in Vlissingen is een vestingwerk uit 1548 dat in de Franse tijd werd uitgebreid waarbij het haar huidige vorm kreeg. Als zogenoemde 'Waterpoort' is het Keizersbolwerk de enige intacte stadspoort die nog rest in Vlissingen. Boven op het Keizersbolwerk staat sinds 1894 het standbeeld van zeeheld Michiel de Ruyter en sinds 1891 een vuurtoren voor de scheepvaart op de Westerschelde.

## Bouw
Het Keizersbolwerk is gebouwd tijdens de regeerperiode van keizer Karel V aan wie het haar naam dankt. De Lage Landen maakten destijds deel uit van het Spaanse rijk en halverwege de 16de eeuw dreigde er oorlog tussen de Spanjaarden enerzijds en de Engelsen en Fransen anderzijds. Besloten werd de Westerschelde te versterken en zo te beschermen tegen aanvallen vanuit zee. Maria van Hongarije, landvoogdes namens Keizer Karel, gaf opdracht tot de bouw van Fort Rammekens dat in 1547 werd voltooid en liet ook de haventoegang van Vlissingen versterken.
De bouw van het Keizersbolwerk werd in 1548 voltooid en is ontworpen door Donato de Boni di Pellezuoli; een Italiaans ingenieur in Spaanse dienst die ook Fort Rammekens ontwierp. Het bolwerk bestond destijds uit een soort rondeel dat was voorzien van een poort die toegang gaf tot de stad. Vanuit deze Waterpoort verliet keizer Karel V op 15 september 1556 Nederlands grondgebied om zich voorgoed in Spanje te vestigen. Ook zijn zoon en opvolger Philips II vertrok enkele jaren later (1559) vanuit de Vlissingse Waterpoort naar Spanje.

## Bouw kazematten

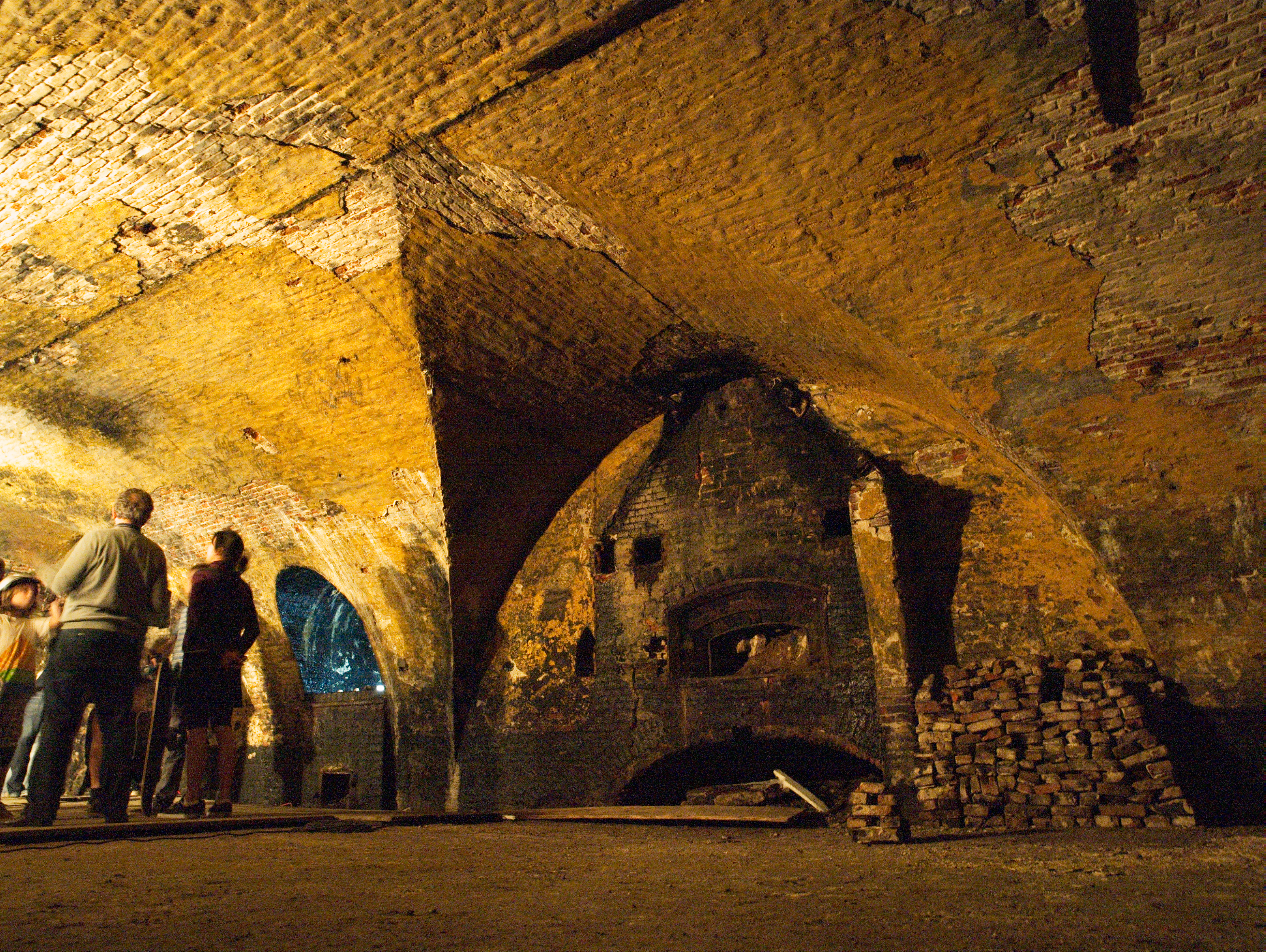
De garnizoensbakkerij in het binnenste van het Keizersbolwerk.

In de Franse tijd, die in Vlissingen van 1795 tot 1814 duurde, is het Keizersbolwerk fors uitgebreid en ontstond het huidige bouwwerk. Voordien bestond het bolwerk uit een plein binnen een stenen omwalling waar ruimte was voor onder meer een wachthuis en een magazijn. Op last van Napoleon werden er dertien kazematten in het bolwerk gebouwd en ontstond de smalle doorgang vanaf het Roeiershoofd naar het Beursplein. Het Keizersbolwerk werd voorzien van een 'bomvrije' dakconstructie wat inhield dat de gewelfde kazematten aan de bovenzijde werden afgedekt met aarde. Het Plan du bastion XI avec ses casemates werd voltooid in 1811 (zie de sluitsteen boven de poort). Pas toen aan het begin van de 20e eeuw de boulevard ontstond is het Keizersbolwerk voor het eerst van een wegdek voorzien.
De eerste kazemat aan linkerzijde (vanaf de landkant gezien) werd gebruikt als wachtlokaal waar nieuwkomers zich moesten melden. De overige kazematten waren in gebruik als opslag. Tegenwoordig worden enkele kazematten nog steeds als opslag gebruikt door het Belgisch en Nederlands Loodswezen. In de eerste kazemat aan de rechterkant (vanaf de landzijde gezien) was de garnizoensbakkerij gevestigd. De twee reusachtige gemetselde ovens konden elk 300 broden bevatten. Per etmaal konden er 4800 broden worden gebakken in de bakkerij. De garnizoensbakkerij is tot het einde van 1907 in gebruik geweest en werd in december van dat jaar definitief gesloten. De broden voor militairen in Vlissingen en Middelburg kwamen sindsdien uit Bergen op Zoom.

## Torpedobatterij

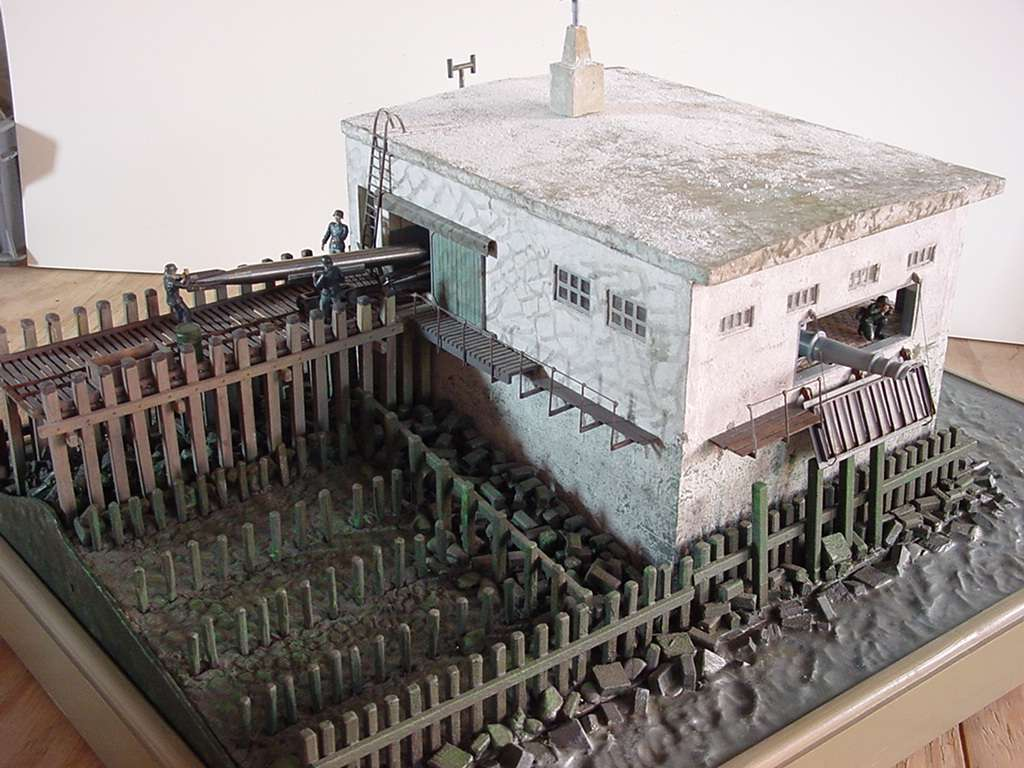
Maquette van de torpedobatterij. Collectie: Zeeuws maritiem muZEEum.

Tijdens de Tweede Wereldoorlog kreeg het Keizersbolwerk opnieuw een militaire bestemming. Vanaf 1942 bouwden de Duitse bezetters langs de kust van Noorwegen tot aan de Frans-Spaanse grens de Atlantikwall. Vlissingen vormde als Verteidigungsbereich een belangrijke schakel in deze verdedigingslinie. Op de kop van het Roeiershoofd werd in de loop van 1943 een torpedobatterij gebouwd die torpedo's kon afvuren waarvan middels een draadverbinding de koers nog kon worden gecorrigeerd na de lancering. De torpedo's lagen opgeslagen in de kazematten. In de doorgang en op het Roeiershoofd was smalspoor aangelegd om de torpedo's te verplaatsen. De torpedobatterij is tijdens de geallieerde amfibische aanval op Vlissingen in de vroege ochtend van 1 november 1944 opgeblazen.

## Zie ook

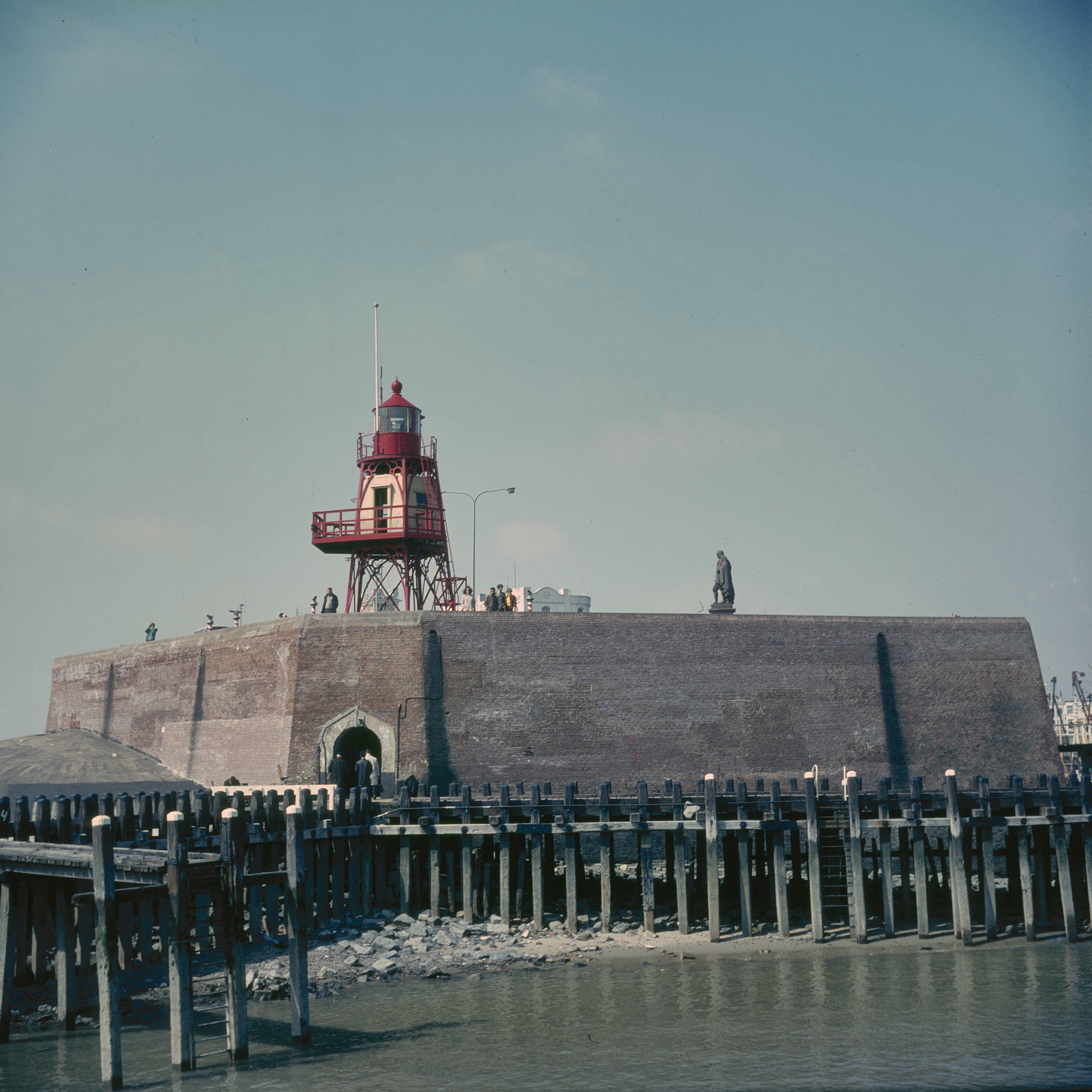
Zicht op het Keizersbolwerk in de jaren 70
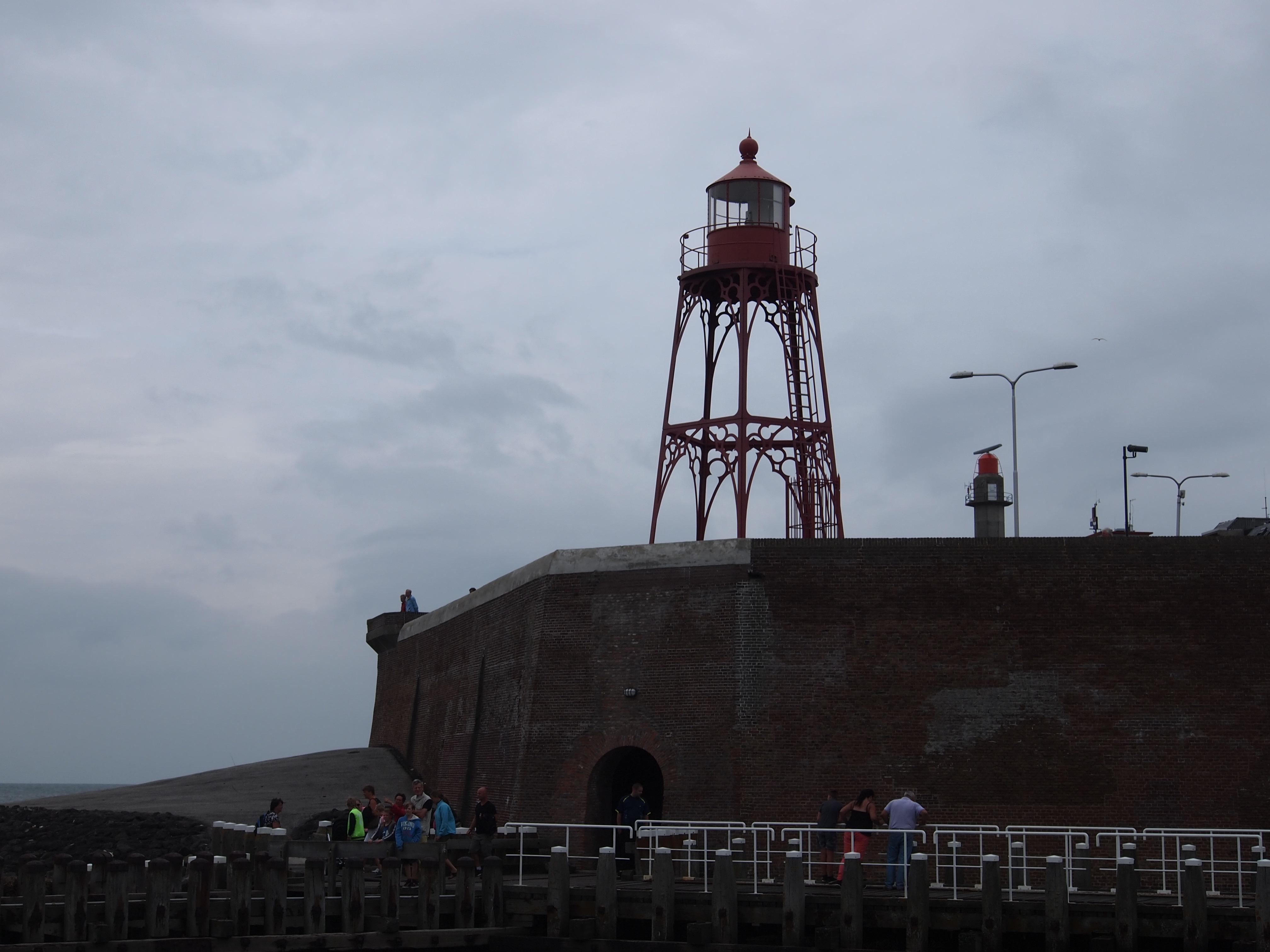
Keizersbolwerk van zeezijde
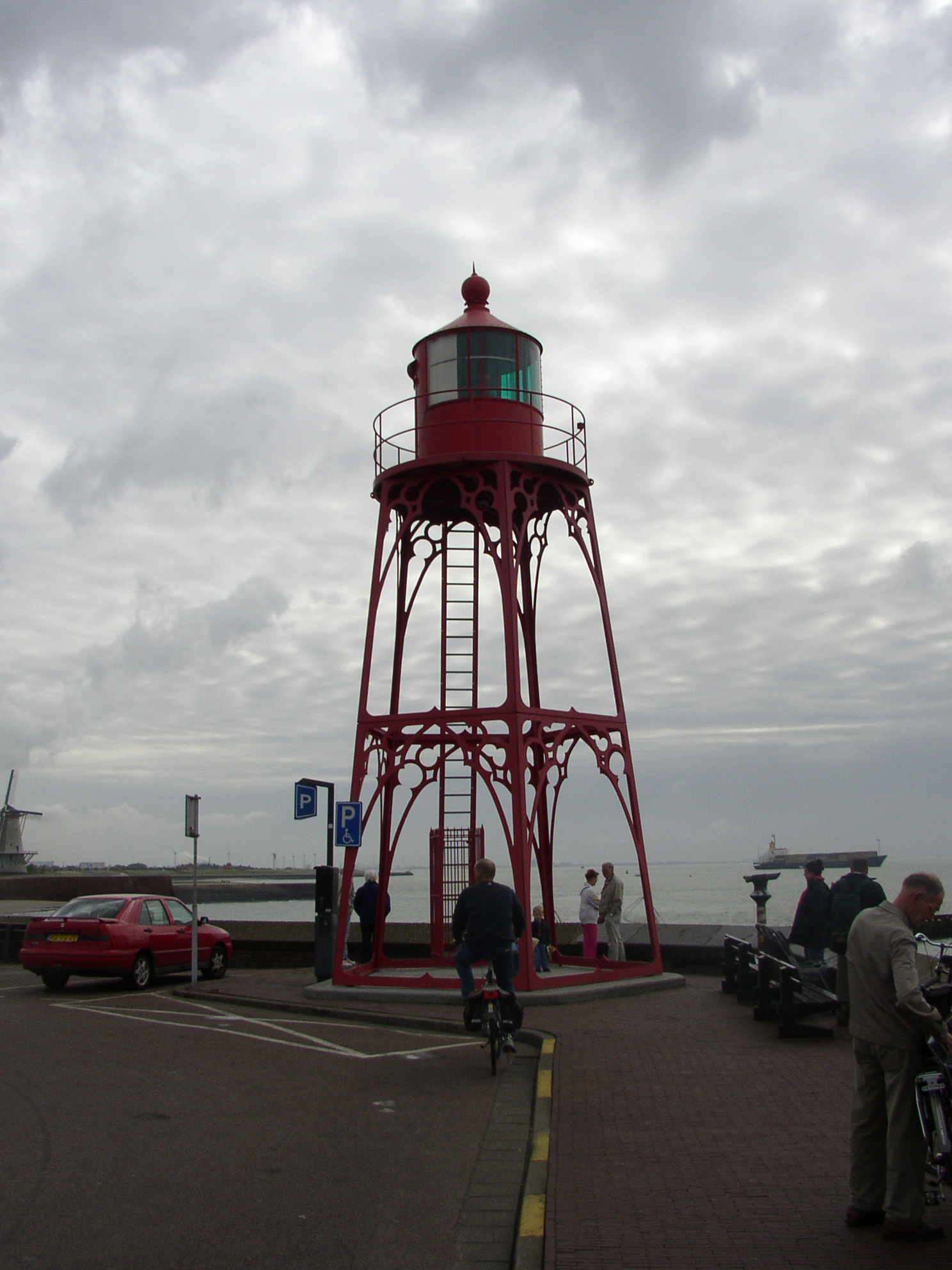
Havenlicht
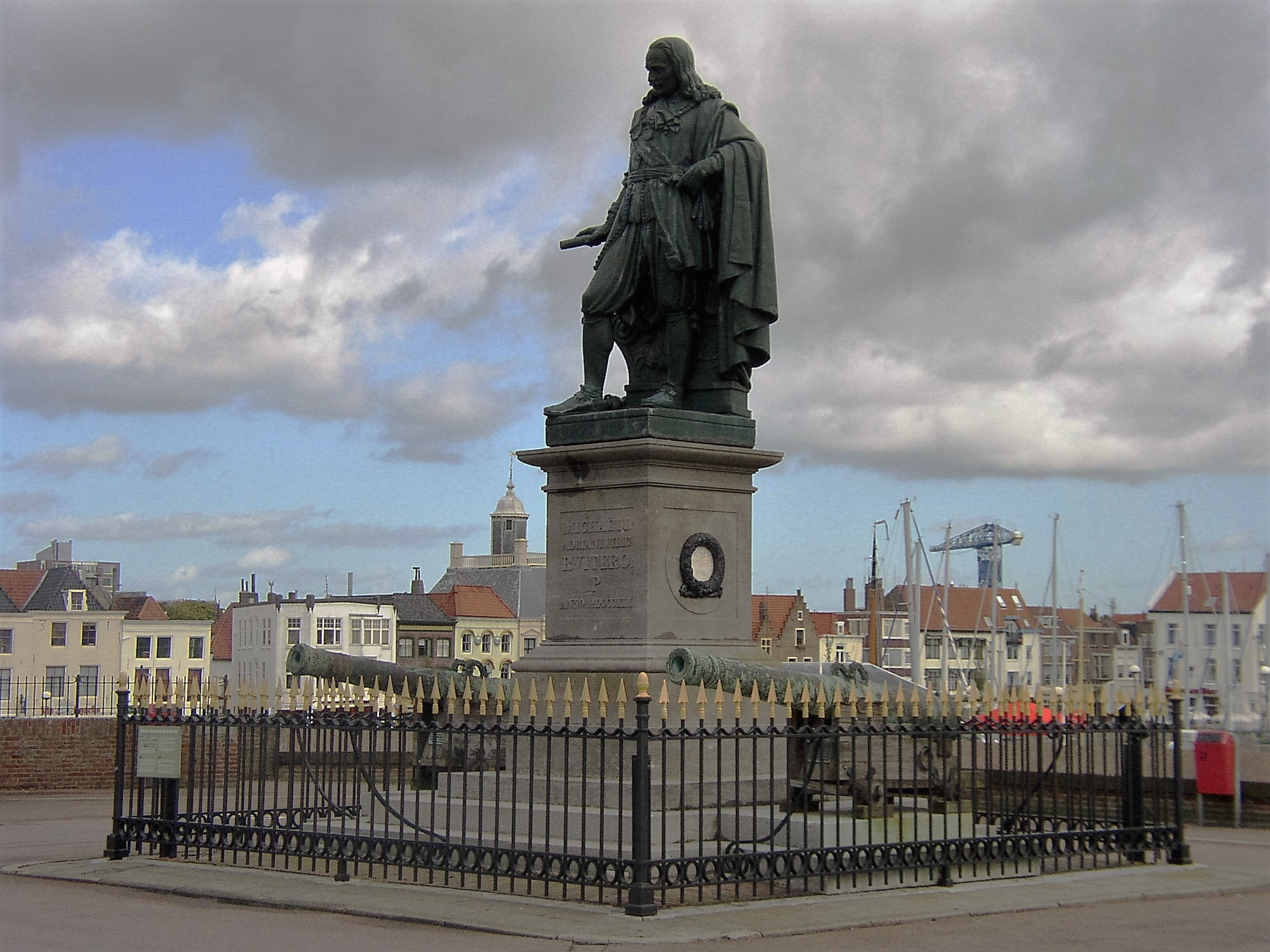
Standbeeld Michiel de Ruyter